# Wilde (Provinz Buenos Aires)

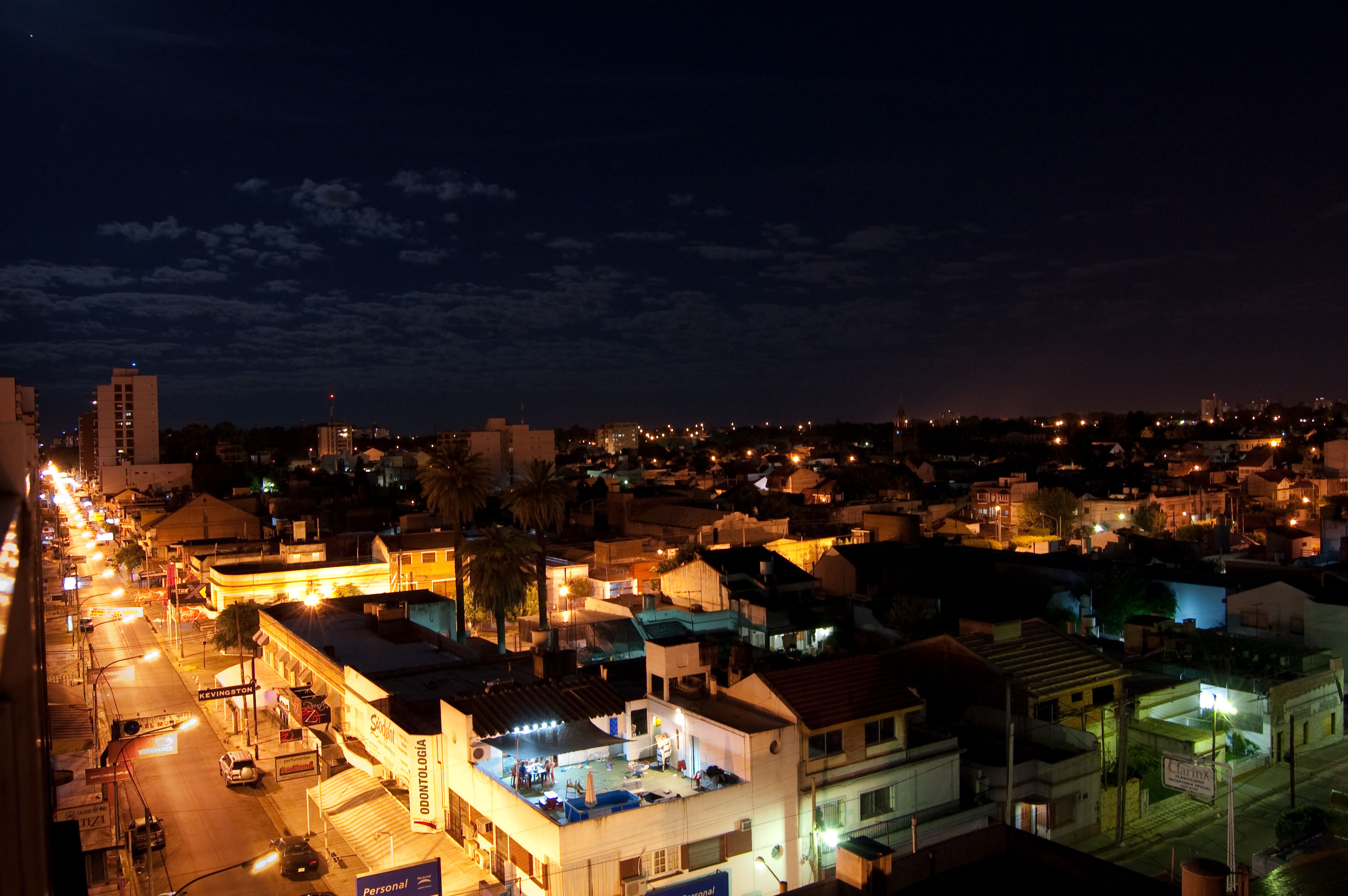
Wilde

Wilde ist eine Stadt, in der argentinischen Verwaltungsstruktur eine Localidad (Distrikt), im Partido Avellaneda, der im südlichen Großraum Buenos Aires in Argentinien liegt.
Mit 65.881 Einwohnern (Stand: 2001) ist Wilde die bevölkerungsreichste Stadt des Partidos. Sie geht auf eine im Jahr 1600 von Luis Gaitán erbaute Estancia zurück. Die erste Pökelei Argentiniens soll hier kurz nach dem Unabhängigkeitskrieg in Betrieb gegangen sein. 1888 gab Eduardo Wilde der Stadt zu Ehren des sozialen Engagements seines Onkels José Antonio Wilde (1813–1887) ihren heutigen Namen. 1885 wurde ein Bahnhof der Gesellschaft Buenos Aires Great Southern Railway eröffnet.
In Wilde wurde traditionell Wert auf eine gehobene Wohnbebauung gelegt. Lokale Architekten entwickelten die Stadt zum Erholungsgebiet für Großstädter. Auf ehemaligem Ackerland entstanden Parklandschaften und wohlhabende Bürger errichteten hier ihre Wochenendhäuser. Im Osten von Wilde befinden sich Sandstrände am Río de la Plata, allerdings ohne offiziellen Badebetrieb. An Tagen mit klarem Wetter kann der Besucher bis nach Uruguay sehen.
In den Jahren zwischen 1930 und 1960 erlebte die schnell wachsende Stadt eine Einwanderungswelle aus Europa. Daher ist Wilde bis heute eine von vielen Sprachen geprägte Stadt und beheimatet diverse zweisprachige Schulen.